# Porte Quirinale
La Porte Quirinale (latin : Porta Quirinalis) est une des portes du mur servien, située entre la Porte Salutaris et la Porte Colline.

## Localisation
La porte se situe sur la colline du Quirinal, juste au nord du temple de Quirinus.

## Description
Des vestiges de quelques marches de cappellaccio en opus quadratum ont été mis au jour à proximité du site de l'antique porte, sous la Via delle quattro Fontane, qui peuvent correspondre à l'escalier d'accès à la porte.